# Anginon difforme
Anginon difforme är en flockblommig växtart som först beskrevs av Carl von Linné, och fick sitt nu gällande namn av Brian Laurence Burtt. Anginon difforme ingår i släktet Anginon och familjen flockblommiga växter. Inga underarter finns listade i Catalogue of Life.